# Brandon Tyler
Brandon Tyler (Spokane, 23 agosto 1982) è un attore statunitense, lavora principalmente come interprete dividendosi spesso tra cinema e tv.
Ha esordito nel 1997 nel film L'uomo del giorno dopo con Kevin Costner. Tra i ruoli di maggior rilievo quelli in Una mamma per amica, Settimo cielo e Due gemelle a Londra. Nel 1999 ha interpretato Philip Kiriakis nella soap opera Il tempo della nostra vita.